# معبد زوجو

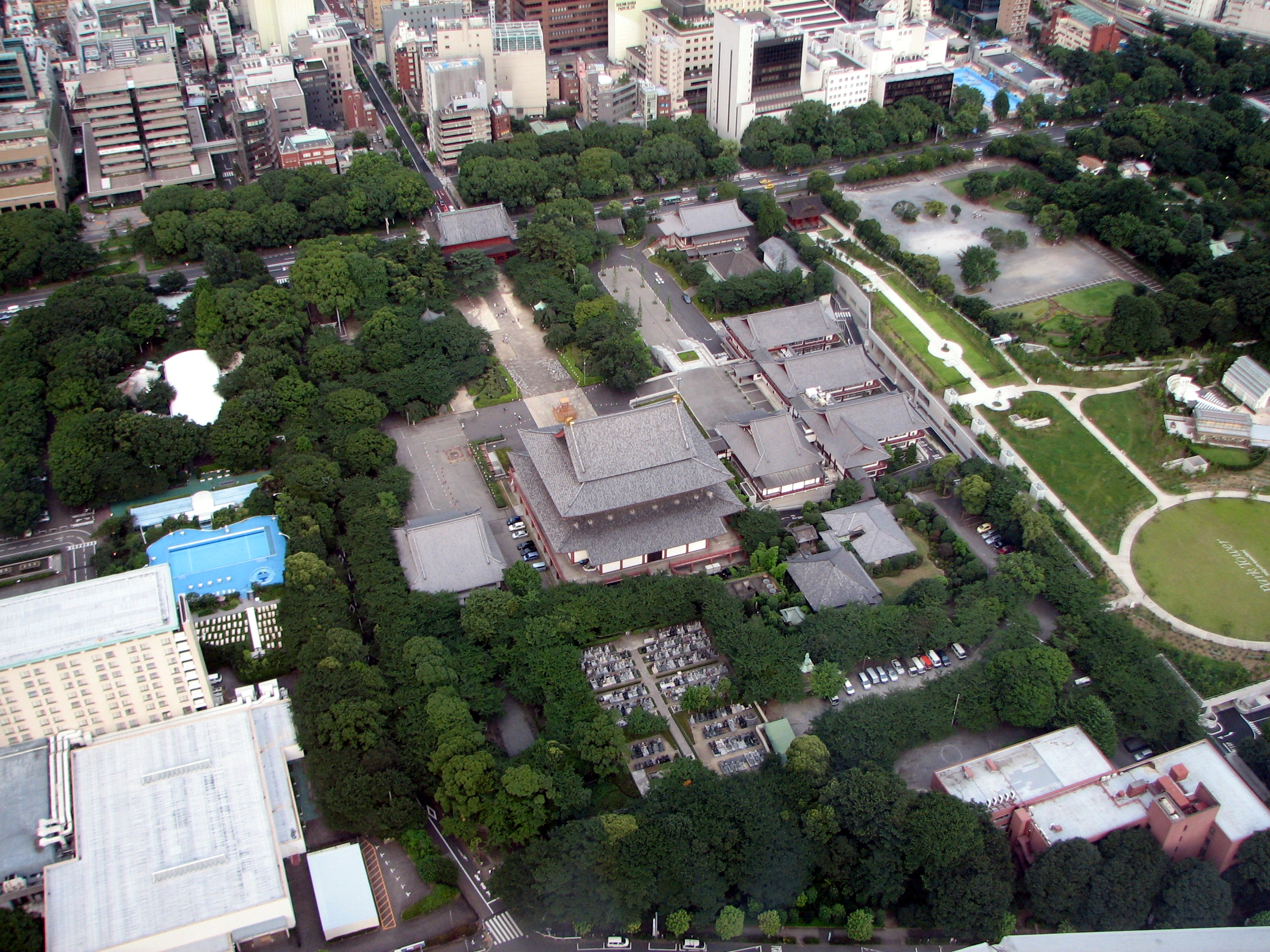
معبد زوجوجی از دید برج توکیو.

معبد زوجو (به ژاپنی: 増上寺 Zōjō-ji) در نزدیکی پارک شیبا در منطقهٔ میناتو در توکیو، پایتخت ژاپن واقع شده‌است. این معبد در سال ۱۳۹۰ میلادی ساخته شده و بخاطر داشتن گل‌های آزالیا معروف‌است.

## رسیدن به معبد
- متروی توئی، خط آساکوسا، ایستگاه دای‌مون (大門駅)
- متروی توئی، خط میتا، ایستگاه اوناری‌مون (御成門駅)